# Кызык
Кызык (также: карык, кырык, кырк; туркм. Gyzyk) — историческое туркменское племя, входило в состав самых древних 24-х огузо-туркменских племён, ведущих своё происхождение от родоначальника туркмен и героя-прародителя ряда тюркских племён Огуз-хана. В различных источниках, наименование племени приводится как кызык, карык, кырык или кырк.

## Происхождение
Самое раннее упоминание племени кызык (карык) относится к XIII-XIV вв., где оно перечислено в составе 24-х племён огузов-туркмен в историческом труде Огуз-наме историка Государства Хулагуидов Рашид ад-Дина:
«Трем старшим по возрасту братьям Огуз дал имя бозок...Дети третьего сына — Юлдуз-хана...Кызык, т. е. сильный, знаток законов и битв».
В труде хивинского хана и историка XVII в. Абу-л-Гази «Родословная туркмен» также сообщается о том, что племя кызык было одним из 24-х древних туркменских племён — прямых потомков Огуз-хана:
«Об именах сыновей и внуков Огуз-хана…Имя старшего сына Йулдуз-хана — Авшар, второй [сын] — Кызык, третий — Бекдели, четвёртый — Каркын...Значение Кызык — герой...».

## История
Туркменский этнограф XX века С.Атаниязов со ссылкой на историка Государства Хулагуидов Рашид-ад-Дина (XIII-XIV вв.) считает, что туркменский род кырк ведет свое происхождение от средневекового огузо-туркменского племени карык (кырык), при этом изначальное наименование этнонима со временем трансформировалось в форму кырк:
«Кырк (нынешнее значение‘сорок’), видимо, связан с огузско-туркменским этнонимом карык, кырык. Рашид ад-Дин употребляет этноним в форме карык, считает его именем второго сына Йылдыз-хана, внука Огуз-хана и приводит его значение: ‘сильный и старательный в законе’... Первоначальная форма карык позже стала употребляться в виде кырык, кырк».
Д.Е.Еремеев в своей работе «Этногенез турок» отождествляет племя кызык (кырык), проживавшее на территории Османской империи, с туркменским родом кырк в составе туркменского племени гоклен (проживащем на территории Туркменистана):
«Имя кырык (в форме кырыклы и кызык) упоминается в архивных документах как название очень малочисленных подразделений. С кырык можно также сопоставить название вилайета в ЕвропейскойТурции— Кыркларэли (Страна кырков), подобно роду кырк в племени гоклан у туркмен Средней Азии в списке Г. И. Карпова. Кроме того, в вилайете Анкара есть названия деревень — кызык, а, как известно, в списке Абульгази кырык именуется кизик/кызык».
В XIV-XV вв. племя кызык проживало на территории современного Балканского велаята Туркменистана, а также полуострова Мангышлак.

## Этнонимия
Подразделение кырк входит в состав туркменских этнографических групп эрсары (колена ламма, ок, сулеймен), гоклен (колено додурга), теке (подразделение тогтамыш) и човдур (колено игдыр), проживающих в Лебапском, Балканском и Ахалском велаятах Туркменистана.